# Krzysztof Surlit
Krzysztof Surlit était un footballeur professionnel polonais, né le 13 octobre 1955, et décédé le 13 septembre 2007.

## Carrière

### Joueur
Il passe la grande partie de sa carrière de joueur au Widzew Lodz, de 1972 à 1983 (de 1975 à 1977, son service militaire ne lui permet plus d'y évoluer).
Quand il quitte la première fois le Widzew Lodz en 1975, le club vient tout juste d'accéder en 1re division. Quand il revient au club en 1977, celui-ci vient d'être sacré vice-champion de pologne. Surlit joue donc la Coupe UEFA 1977-1978. Lors de ce premier périple européen, son équipe défait Manchester City au premier tour de la compétition, avant de se faire éliminer au second par le PSV Eindhoven, le vainqueur final.
En 1981 et 1982, il est sacré champion de Pologne toujours avec le Widzew Lodz. Il réalise ensuite un superbe parcours en Ligue des champions lors de l'édition 1982-1983 ou son équipe sort le Rapid Vienne en 1/8e, Liverpool FC en quarts, avant de se faire battre en 1/2 par la Juventus FC, malgré deux buts de sa part.
La saison suivante, 1983-1984, il part jouer en France, et s'engage avec le Nîmes Olympique alors promu en 1re division. Mais il ne satisfait pas tous les espoirs placés en lui, et se voit transféré en fin de saison à l'USL Dunkerque, en 2e division pour la saison 1984-1985.
L'année suivante, il rentre jouer une dernière saison au Widzew Lodz, avant de partir pour le GKS Bełchatów, club de 3e division polonaise, puis au club Oulun Luistinseura, qui évolue en D2 Finlandaise.

### Entraîneur
En 1999, Surlit retourne à son club de toujours, le Widzew Lodz, pour devenir adjoint de l'entraîneur pendant 2 saisons.
De 2003 à 2006, il prend en main des clubs polonais de 5e puis de 4e division.

## Palmarès
- Champion de Pologne : 1981, 1982 (avec le Widzew Lodz)
- Demi-finaliste de la Ligue des champions : 1983 (avec le Widzew Lodz)